# لیویدومایسین
لیویدومایسین (انگلیسی: Lividomycin) یک داروی آنتی‌بیوتیک آمینوگلیکوزید با طیف گسترده است. این دارو در برابر بیشتر باکتری های گرم مثبت و گرم منفی از جمله مایکوباکتریال سل (عامل ایجاد کننده سل) و پسودوموناس آئروژینوزا موثر است.